# Anomis albitarsata
Anomis albitarsata är en fjärilsart som beskrevs av Arnold Pagenstecher 1888. Anomis albitarsata ingår i släktet Anomis och familjen nattflyn. Inga underarter finns listade i Catalogue of Life.